# Teorema di Taylor-Proudman
In Fluidodinamica, il teorema di Taylor-Proudman stabilisce che quando un fluido è in lenta e costante rotazione attorno ad un asse, la velocità del fluido sarà uniforme lungo ogni linea parallela all'asse di rotazione. Affinché il fenomeno si verifichi, inoltre, il flusso deve essere non viscoso e deve essere caratterizzato da un valore del numero di Rossby inferiore all'unità.

## Teorema
Il teorema di Taylor-Proudman può essere espresso in forma vettoriale come:
{\displaystyle ({\mathbf {\Omega } }\cdot \nabla ){\mathbf {u} }={\mathbf {0} }.}
dove {\displaystyle {\mathbf {u} }} è il vettore velocità ed {\displaystyle {\mathbf {\Omega } }} il vettore della velocità angolare.
La forma vettoriale del teorema è di più semplice comprensione se espandiamo il prodotto scalare:
{\displaystyle \Omega _{x}{\frac {\partial {\mathbf {u} }}{\partial x}}+\Omega _{y}{\frac {\partial {\mathbf {u} }}{\partial y}}+\Omega _{z}{\frac {\partial {\mathbf {u} }}{\partial z}}=0}
Poniamoci dunque in un sistema di riferimento in cui la direzione della velocità angolare coincida con l'asse z:
{\displaystyle {\mathbf {\Omega } }=\Omega _{z}{\mathbf {\hat {k}} }}
Di conseguenza le componenti {\displaystyle \Omega _{x}} e {\displaystyle \Omega _{y}} sono nulle. L'equazione pertanto si riduce alla seguente espressione:
{\displaystyle {\frac {\partial {\mathbf {u} }}{\partial z}}=0,}.
La conseguenza è quindi che tutte e tre le componenti del vettore velocità sono uniformi lungo una linea parallela all'asse di rotazione z o equivalentemente non dipendono dalla ascissa z. È come se il fluido si muovesse per colonne parallele all'asse di rotazione. Tali colonne possono essere effettivamente visualizzate. Si prenda un recipiente e si fissi un corpo sul fondo ad una certa distanza dal centro. Si riempia il recipiente di acqua e lo si ponga in lenta rotazione. Aumentando la velocità di rotazione si genera un disturbo in corrispondenza dell'ostacolo che si propaga in verticale, parallelamente all'asse di rotazione.

## Derivazione
Se specializziamo le equazioni di Navier-Stokes al caso di un flusso stazionario e non viscoso soggetto all'azione della forza di Coriolis, otteniamo:
{\displaystyle ({\mathbf {u} }\cdot \nabla ){\mathbf {u} }=-2{\mathbf {\Omega } }\times {\mathbf {u} }-{\frac {\nabla p}{\rho }}}
dove {\displaystyle {\mathbf {u} }} è il vettore velocità del fluido, {\displaystyle \rho } è la densità, {\displaystyle p} la pressione ed {\displaystyle {\mathbf {\Omega } }} il vettore della velocità angolare. Se assumiamo che il termine convettivo sia trascurabile rispetto al contributo dell'accelerazione di Coriolis (assunzione ragionevole se il numero di Rossby sia inferiore a 1) e che il fluido sia incomprimibile (la densità è costante), allora l'equazione diventa:
{\displaystyle 2{\mathbf {\Omega } }\times {\mathbf {u} }=-{\frac {\nabla p}{\rho }}}
Se calcoliamo il rotore dell'espressione precedente, ricaviamo il teorema di Taylor–Proudman: 
{\displaystyle ({\mathbf {\Omega } }\cdot \nabla ){\mathbf {u} }={\mathbf {0} }.}
Per ricavare l'espressione precedente, sono state utilizzate le seguenti identità del calcolo vettoriale:
{\displaystyle \nabla \times (A\times B)=A(\nabla \cdot B)-(A\cdot \nabla )B+(B\cdot \nabla )A-B(\nabla \cdot A)}
e 
{\displaystyle \nabla \times (\nabla \Phi )=0}
(Il rotore del gradiente di una qualsiasi funzione {\displaystyle \Phi } di classe C2 - derivabile due volte con derivate seconde continue - è sempre nullo).
Notate, inoltre, che è stata utilizzata anche l'informazione che la velocità angolare è costante: {\displaystyle \nabla \cdot {\mathbf {\Omega } }=0}.